# 方回
方回（1227年—1305年），字万里，一字淵甫，号虛谷，別號紫陽山人，徽州歙县（今屬安徽）人，宋元時期官員、文人。

## 生平
宋理宗景定三年（1262年）進士，原爲甲科第一，爲賈似道排抑，置乙科首，調隨州教授，累迁知严州。
宋恭帝德祐二年（1276年），元兵至建德，方回出降，改授建德路總管兼府尹。至元十四年（1277年）赴燕京覲見元世祖。為門生所不恥，遂罷官。長期寓居錢塘，與宋遺民往來。元成宗大德九年（1305年）卒。有《桐江集》六十五卷。另有《瀛奎律髓》49卷，其中本集卷二四《送丘子正以能書入都……》阿諛元廷爲“今日朝廷貞觀同”，爲周密《癸辛雜識》別集卷上所深詆。